# Contee unite di Stormont, Dundas e Glengarry
Le Contee unite di Stormont, Dundas e Glengarry (in inglese Stormont, Dundas and Glengarry United Counties) sono una contea dell'Ontario in Canada. Al 2006 contava una popolazione di 110.399 abitanti. Ha come capoluogo Cornwall, fra le varie municipalità va menzionata South Stormont.